# Tintarella di luna
Tintarella di luna (с итал. — «Лунный загар») — дебютный студийный альбом итальянской певицы Мины, вышедший в 1960 году на лейбле Italdisc.
Несмотря на то, что песни, содержащиеся на альбоме, уже ранее выходили на различных синглах и мини-альбомах, он считается не сборником, а дебютным альбомом в официальной дискографии певицы.

## Список композиций
| №                   | Название               | Автор(ы)                               | Длительность |
| ------------------- | ---------------------- | -------------------------------------- | ------------ |
| 1.                  | «Folle banderuola»     | Джанни Меччия                          | 2:20         |
| 2.                  | «È vero»               | Никола Салерно, Умберто Бинди          | 2:06         |
| 3.                  | «Whisky»               | Альдо Альберини, Дейзи Люмини          | 2:48         |
| 4.                  | «My Crazy Baby»        | Гувенир, Марбот, Мина                  | 2:36         |
| 5.                  | «Nessuno»              | Антониэтта Де Симоне, Эдилио Капотости | 2:12         |
| 6.                  | «Ho scritto col fuoco» | Вито Паллавичини, Пино Массара         | 2:26         |
| Общая длительность: | Общая длительность:    | Общая длительность:                    | 14:28        |

| №                   | Название               | Автор(ы)                                          | Длительность |
| ------------------- | ---------------------- | ------------------------------------------------- | ------------ |
| 1.                  | «Tintarella di luna»   | Франко Мильяччи, Бруно Де Филиппи                 | 2:57         |
| 2.                  | «La verità»            | Умберто Бертини, Винченцо Ди Паола, Сандо Таккани | 2:09         |
| 3.                  | «Non sei felice»       | Джузеппе Перотти, Риккардо Вантеллини             | 2:30         |
| 4.                  | «Piangere un po'»      | Лео Кьоссо, Умберто Проус                         | 2:24         |
| 5.                  | «La luna e il cow boy» | Никола Салерно, Витторио Буффоли                  | 2:43         |
| 6.                  | «Vorrei sapere perché» | Лучио Фульчи, Пьеро Виварелли, Адриано Челентано  | 2:38         |
| Общая длительность: | Общая длительность:    | Общая длительность:                               | 15:21        |